# アロフェン
アロフェン(Allophane)は、アモルファスまたは結晶化度の低い水和アルミニウムケイ酸塩でできた粘土準鉱物である。化学組成は、Al2O3·(SiO2)1.3-2·(2.5-3)H2Oである。原子配列が短距離秩序しかもたないために鉱物ではなく準鉱物となり、赤外線スペクトルやX線回折パターンで同定できる。1816年にドイツテューリンゲン州のグレフェンタール産のものが初めて記載された。アロフェンは、火山ガラスや長石が風化または熱水作用によって変質したものであり、カオリナイトと似た組成を持つことがあるが、一般的にAl:Siのモル比は2である。pHは弱酸から中性(5～7)である。構造については議論があるが粘土鉱物に似ており、湾曲したアルミナの八面体とケイ素の四面体の層からできている。透過型電子顕微鏡により、直径3～5 nmの球形の隙間があることが示されている。アロフェンは、与ケイ素環境ではハロイサイトに、脱ケイ素環境ではギブス石に変質する。銅を含む変種も報告されている。
色は白色から緑色、青色、黄色、茶色で、モース硬度は3、空間群は1.0である。
ギリシア語で「他に」を意味するallosと「現れる」を意味するphanosという言葉から命名された。